# Bhang
Bhang är en dryck, utvunnen ur cannabis. Den dricks som te eller blandat med mjölk, ofta sötat med socker eller honung. Drycken härrör från Indien och Pakistan. Bhang används av hinduerna i religiösa syften för att dyrka och visa respekt för deras gud Shiva som sägs ha vilat under en cannabisplanta på en varm dag och i sin tacksamhet gav människorna cannabisplantan.

## Bhang i Sverige
I Sverige är det olagligt att odla, innehava, använda eller sälja Bhang, eftersom det innehåller THC.